# Fontaine Robba
La fontaine Robba (slovène : Robbov vodnjak), également connue depuis la première moitié du XXe siècle sous le nom de  Fontaine des Trois Fleuves de la Carniole (Vodnjak treh kranjskih rek), est une fontaine située devant la mairie de Ljubljana, capitale de la Slovénie. Réalisée en 1751 par le sculpteur italien Francesco Robba, c'est l'un des symboles les plus reconnaissables de la ville.

## Histoire
Francesco Robba est chargé de sculpter la fontaine en 1743, mais ne la dévoile qu'en 1751. Lors de sa visite à Rome, il s'inspire de la Fontana dei Quattro Fiumi (Fontaine des Quatre-Fleuves) du Bernin sur la Piazza Navona, mais réalise la fontaine sur le modèle de la Fontana del Pantheon, de Filippo Barigioni sur la Piazza della Rotonda. En 2006, la fontaine originale est rénovée et déplacée dans la Galerie nationale de Slovénie, une réplique la remplace aujourd'hui sur la place.  

## Description
La fontaine est composée de trois figures masculines portant chacune une cruche. Ces trois figures sont ajoutées après la création de la fontaine et sont supposées représenter les dieux des trois rivières de la Carniole : la Ljubljanica, la Sava et la Krka, ainsi que les trois unités territoriales de la Carniole : la Haute-Carniole, Basse Carniole et Carniole intérieure. Les marches qui mènent à la fontaine représentent les montagnes de la Carniole. Le bassin a la forme d'une coquille. Un obélisque de 10 mètres de hauteur se dresse au centre de la fontaine. La partie sculpturale de la fontaine est en marbre de Carrare. L'obélisque est en marbre local de Lesno Brdo, et le bassin est en calcaire local de Podpeč.  

## Importance culturelle
Après que la Slovénie a déclaré son indépendance de la Yougoslavie, la fontaine Robba fut représentée par Rudi Španzel sur le billet de 5 000 tolars slovènes. Il était en circulation de décembre 1993 jusqu'à l'introduction de l'euro en janvier 2007. Depuis 2001, la fontaine est protégée en tant que monument culturel d'importance nationale.  

## Galerie

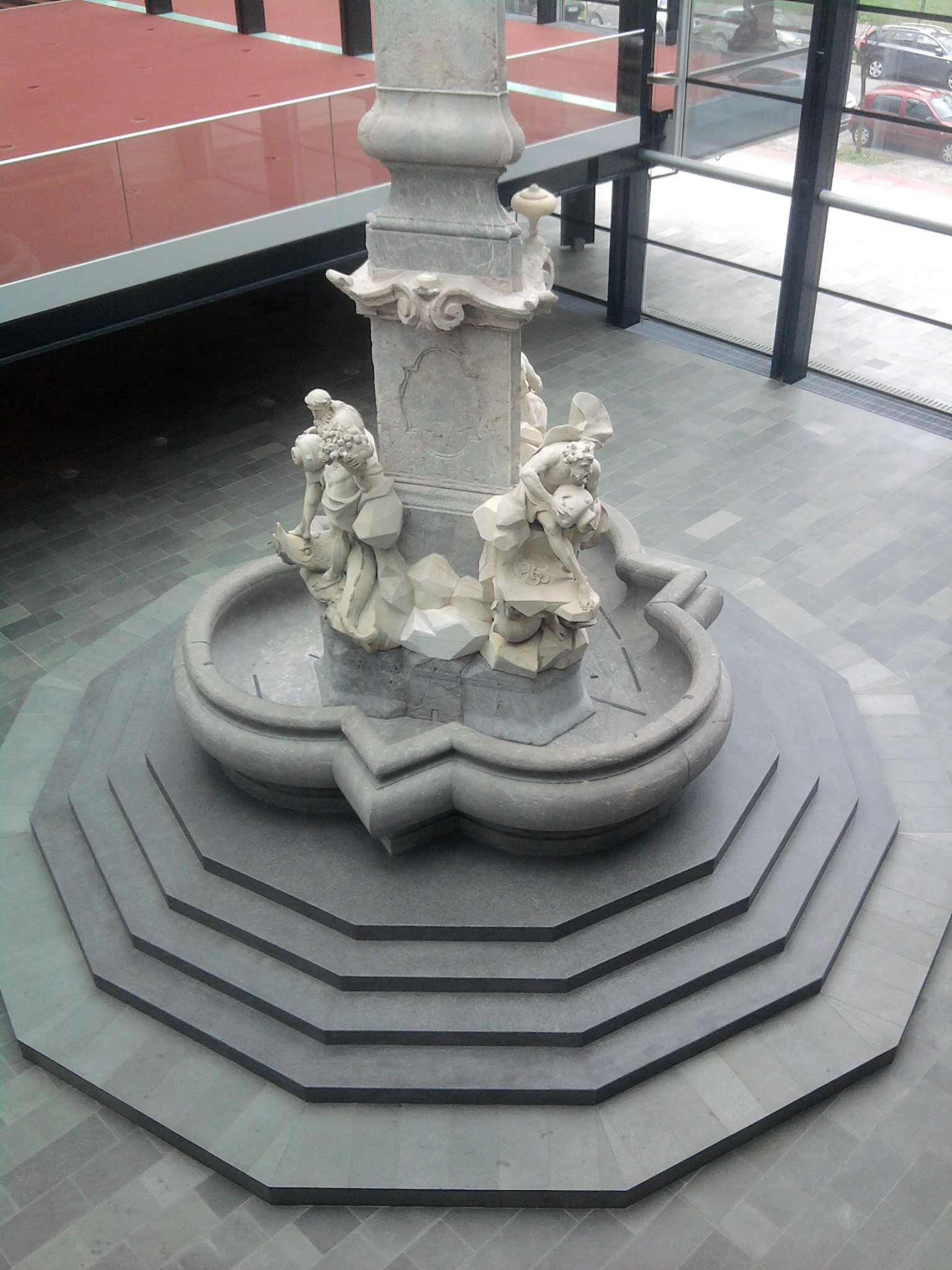
Fontaine Robba originale, située à la galerie nationale de Slovénie
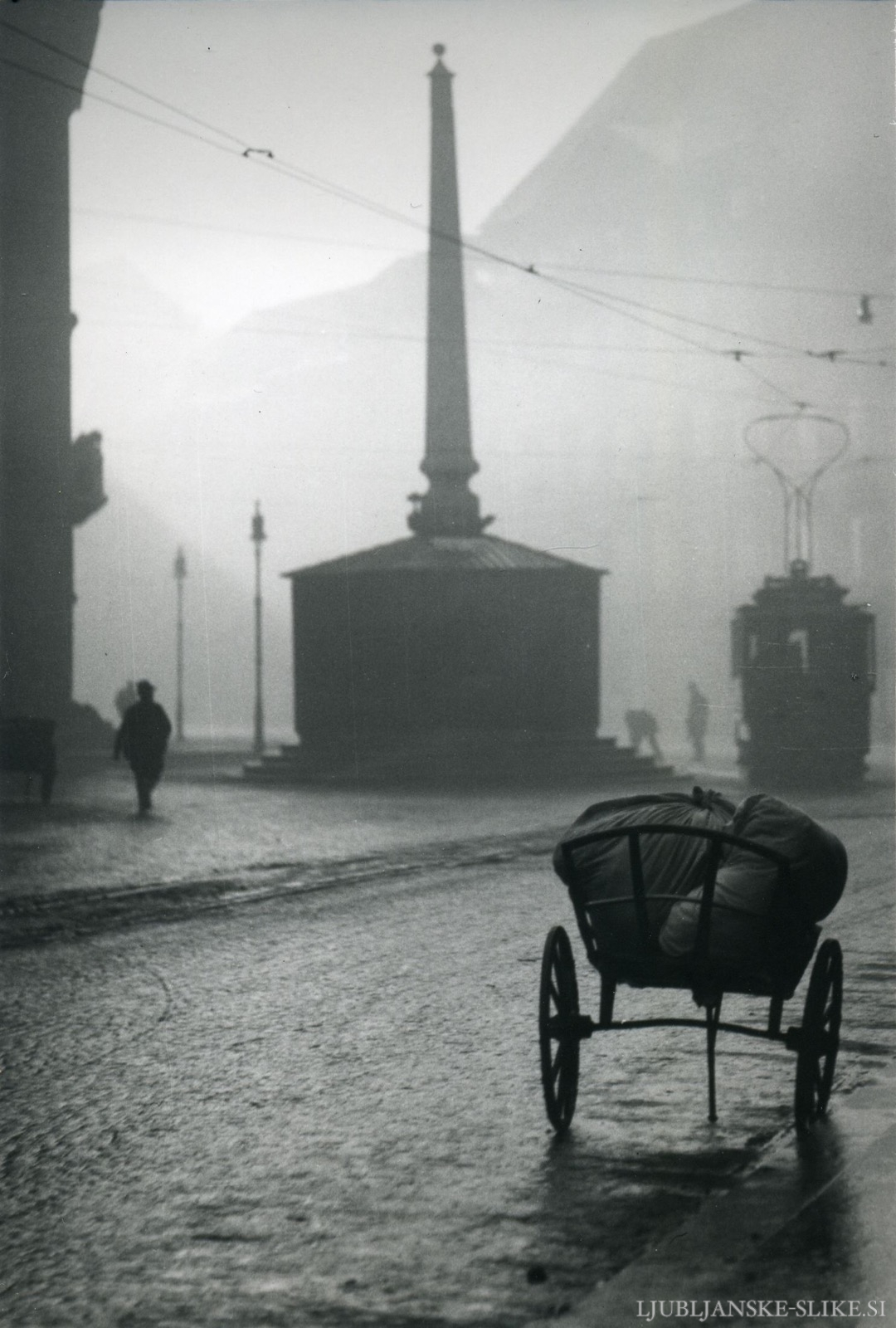
La fontaine photographiée par Fran Krašovec